# Evangelia Tzampazi
Evangelia Tzampazi (* 5. Oktober 1960 in Serres) ist eine griechische Politikerin.
Tzampazi schloss 1981 ihre Ausbildung in Unternehmensverwaltung und -management sowie Marketing ab und war danach bis 1986 am Nordgriechischen Staatstheater tätig. Danach arbeitete sie als Angestellte und ab 2001 als Leiterin eines Unternehmens für Orthopädieartikel.
Seit 1984 ist sie Mitglied der Panellinio Sosialistiko Kinima und gehörte in der 6. Wahlperiode vom 20. Juli 2004 bis 13. Juli 2009 für die Sozialdemokratische Partei Europas dem Europäischen Parlament an.
Tzampazi ist auf einen Rollstuhl angewiesen und ist Mitglied des Executive Committee of the Panhellenic Union of Paraplegics, der nationalen griechischen Organisation von Personen mit eingeschränkter Mobilität, und des griechischen nationalen Behindertenverbandes. Sie nahm an nationalen und europäischen Schwimmmeisterschaften für Behinderte teil und erreichte national die Medaillenränge.